# James D. Stern
James D. Stern est un réalisateur et producteur américain. Membre de la Producers Guild of America, il a remporté un Tony Awards en 2003 pour son travail sur le film Hairspray. Il a également remporté un Drama Desk Awards pour Stomp.

## Biographie
Stern obtient un B.A. en réalisation de l'université du Michigan et un M.B.A. en marketing et finance de l'université Columbia.
En 2002, il fonde Endgame Entertainment, une maison de production indépendante. Sous sa direction, la compagnie est financée pour réaliser environ 25 films.

## Filmographie
- 2008 : Every Little Step de James D. Stern et Adam Del Deo
- 2018 : The Old Man and The Gun de David Lowery
- 2019 : Murder Mystery de Kyle Newacheck